# Muzeul Sportului din România
Muzeul Sportului din România este un muzeu aflat în București, România. 
Acest muzeu adăpostește peste 10.000 diplome, medalii, fanioane, cupe, fotografii, materiale sportive care au aparținut unor fruntași ai sportului românesc.
Muzeul a fost reînființat în anul 1994, după ce prima instituție de acest fel inaugurată în mai 1971 la Stadionul 23 August fusese desființată înainte de Universiada de vară din 1981 pe motivul că exponatele deranjau oficialii. Inițiativa reînființării a avut-o conducerea Ministerului Tineretului și Sportului care, intervenind la Ministerul Culturii și Cultelor, a reușit să obțină spațiile necesare în clădirea din Calea Victoriei 12 - sediu al Muzeului Național de Istorie a României. Din anul 2011, Muzeul Sportului funcționează în clădirea Comitetului Olimpic și Sportiv Român din București (Bulevardul Mărăști, nr. 20A).